# Mazda Sentia
Mazda Sentia – samochód osobowy klasy średniej-wyższej produkowany przez japońską firmę Mazda w latach 1991–1999. Dostępny jako 4-drzwiowy sedan. Następca modelu Luce. Do napędu użyto silnika V6 o pojemności trzech litrów. Moc przenoszona była na oś tylną poprzez 4-biegową automatyczną skrzynię biegów.

## Dane techniczne

### Silnik
- V6 3,0 l (2954 cm³), 4 zawory na cylinder, DOHC
- Układ zasilania: wtrysk EFi
- Średnica cylindra × skok tłoka: 90,00 mm × 77,40 mm
- Stopień sprężania: 9,5:1
- Moc maksymalna: 208 KM (153 kW) przy 6000 obr./min
- Maksymalny moment obrotowy: 272 N•m przy 3500 obr./min

### Osiągi
- Przyspieszenie 0-100 km/h: b/d
- Prędkość maksymalna: b/d